# Василь Болдаковський
Васи́ль Семе́нович Болдако́вський (1590-ті, Рогощі — 1690, Рогощі) — український військовик доби Гетьманщини, соратник гетьмана Дем'яна Ігнатовича. Наказний гетьман (1670, 1673), чернігівський полковник (1671).

## Походження
Народився наприкінці XVI століття в аристократичній родині. Батько — любецький шляхтич Семен Болдаковський з роду Болдаковських гербу Граблі. Мати — княгиня Агата Котурницька. 11 березня 1587 Семен Болдаковський отримав від любецького державці Миколи Лосятинського привілей на село Рогощі — у зв'язку зі шлюбом шляхтича з представницею роду Котурницьких, які були власниками цієї маєтності.

## Життєпис
У 1640-х рогощанський ґрунт і частину Бровенщизни у шляхтичів Болдаковських відібрав пінський боярин, чернігівський підсудок Якуб Война-Оранський. На початку Визвольної війни Семен і Василь приєдналися до війська Богдана Хмельницького та невдовзі повернули свої маєтки.
1659 Василь Болдаковський згаданий як сотник однієї з полкових сотень Чернігівського полку. Брав участь у Чуднівському поході Війська Запорозького та Московського царства. 5 вересня 1660 у таборі під Зарубинцями дістав від гетьмана Юрія Хмельницького універсал на підтвердження володіння Рогощами. На той час займав уряд білоуського сотника.
Не прийняв Слободищенського трактату Хмельницького з Річчю Посполитою, підтримавши наказного гетьмана Якима Сомка. У квітні 1662 взяв участь у Козелецькій раді, яка обрала Сомка повним гетьманом. Після приходу до влади гетьмана Івана Брюховецького репресій не зазнав, залишившись на уряді білоуського сотника до 1669. У період з 1665 по 1668 тісно співпрацював з чернігівським полковником Дем'яном Ігнатовичем, потрапивши до його близького оточення.
Підтримав обрання Ігнатовича гетьманом. 1669 обраний суддею-депутатом до Генерального військового суду від Чернігівського полку. Дістав чин військового товариша. У жовтні того ж року спільно з чернігівським городовим отаманом Станіславом Кохановським отримав від гетьмана млин на околиці Чернігова на річці Стрижень. Не пізніше 1670 дістав підтвердження на володіння хутором з млином на річці Білоус біля села Кошівка та сіножатями при селі Ямище, які отримав у спадок від дядька.
1670 їздив послом до Москви від гетьмана Ігнатовича. Того ж року був чернігівським полковим сотником і наказним гетьманом над «сіверськими» полками. У липні 1671 на деякий час очолив Чернігівський полк, проте поступився пірначем братові гетьмана Василю.
Після усунення Ігнатовича не втратив своїх позицій. 1673 був чернігівським полковим суддею, у червні вдруге призначався наказним гетьманом на Сіверщині. Того ж року зайняв уряд батуринського сотника. Близько 1675 пішов у відставку через старість. Помер 1690 у своєму маєтку в Рогощах.

## Родина
Був одружений з чернігівською міщанкою Анастасією Петраш. 20 листопада 1690 гетьман Іван Мазепа своїм універсалом підтвердив їй право на маєтності чоловіка — хутір у Ямищах і млин на річці Білоус.
- Син Григорій (Гриць) (? — 1700) — старший військовий канцелярист і реєнт ГВК, посол Івана Мазепи до Москви. Засновник козацько-шляхетського роду Гриценків;

- Син Андрій — канцелярист ГВК, виконував доручення Ів. Мазепи;

- Донька Пелагея (? — після 1729) — дружина чернігівського полкового судді Василя Томари.